# Clelia langeri
Clelia langeri là một loài rắn trong họ Rắn nước. Loài này được Reichle & Embert mô tả khoa học đầu tiên năm 2005.